# Município de Hurricane (condado de Ashe, Carolina do Norte)
Localização da Carolina do Norte nos E.U.A.
O município de Hurricane (em inglês: Hurricane Township) é um localização localizado no  condado de Ashe no estado estadounidense da Carolina do Norte. No ano 2010 tinha uma população de 302 habitantes.

## Geografia
O município de Hurricane encontra-se localizado nas coordenadas 36° 33′ 37,43″ N, 81° 34′ 11,4″ O.